# تغ أب خانيك (باقران)
تغ أب خانيك (بالإنجليزية: Tag Ab Khanak)‏ هي مستوطنة تقع في إيران في قسم باقران الريفي.